# Heneage Finch (9. hrabia Aylesford)
Heneage Michael Charles Finch (31 października 1908 – 28 maja 1940 w Wormhondt), brytyjski arystokrata, syn Heneage'a Fincha, lorda Guernsey (syna 8. hrabiego Aylesford, i Gladys Fellowes, córki 2. barona de Ramsay.
Jego ojciec zginął podczas I wojny światowej w 1914 r. Młody Heneage został wówczas następcą swojego dziadka i przyjął tytuł lorda Guernsey. Wykształcenie odebrał w Eton College. Tytuł hrabiowski odziedziczył po śmierci dziadka w 1924 r. Zasiadł wówczas w Izbie Lordów. Po wybuchu II wojny światowej zaciągnął się Królewskiej Artylerii w stopniu kapitana. Zginął podczas walk w miejscowości Wormhondt w maju 1940 r.
Niedługo przed wyjazdem na wojnę, 18 kwietnia 1940 r. poślubił Pamelę Elizabeth Coventry (16 października 1901 – 1990), córkę pułkownika Charlesa Johna Coventry i Lily Whitehouse, córki Williama Whitehouse'a. Małżonkowie nie doczekali się potomstwa. Po śmierci Heneage'a tytuł hrabiowski odziedziczył jego stryj, Charles.